# 大沢一郎 (検事総長)
大沢 一郎（大澤 一郎、おおさわ いちろう、1910年（明治43年）6月9日 - 1986年（昭和61年）9月12日）は、日本の検察官、弁護士。検事総長。

## 経歴
大阪市出身。第四高等学校を経て、1932年京都帝国大学法学部を卒業。司法官試補となり、法務省矯正局長、大阪地方検察庁検事正、最高検察庁刑事部長、法務事務次官、最高検次長検事、東京高等検察庁検事長などを歴任。
1973年2月2日、検事総長に就任。在任中、日教組ゼネスト事件、協同飼料株価不正操作事件、石油ヤミカルテル事件などを指揮した。
1975年1月25日、検事総長を勇退し退官した。その後、ロッキード事件で偽証罪に問われた小佐野賢治の弁護団に加わった。